# Fudžiwara no Tamako
Fudžiwara no Tamako nebo Fudžiwara no Šóko (藤原 璋子, 1101 – 10. září 1145), také známá jako Tajkenmon'in (待賢門院), byla císařovna choť císaře Toby Japonského a matka císaře Sutoky a císaře Go-Širakawy. Byla nejstarší dcerou Fudžiwara no Kinzane (藤原公実).

## Biografie
Její otec zemřel, když jí bylo sedm let, a ona tak byla vychována císařem Širakawou a jeho oblíbenou milenkou Gjon no Njógo (祇園女御) (Gjon no Njógo byla manželkou Tajra no Tadamori a matkou Tajra no Kijomori). Téměř se zasnoubila s dědicem regentského klanu Fudžiwara, Fudžiwarou no Tadamiči, ale jeho otec Fudžiwara no Tadazane vyvolal Širakawovu nelibost tím, že nabídku kvůli fámám o chování Tamako odmítl.
Počátkem roku 1118 se Tamako, se Širakawou jako jejím kmotrem, stala součástí dvora svého bratrance císaře Toby. Jen o měsíc později se stala císařovnou chotí (čúgú). V polovině roku 1119 porodila Tobovo první dítě, prince Akihita. Počátkem roku 1123 nechal Širakawa nastoupit na trůn pětiletého prince Akihita jako císaře Sutoku a v roce 1124 byl Tamace udělen titul Tajkenmon-in. V této době také porodila princeznu Kiši, prince Mičihita a prince Kimihita, nicméně oba princové se narodili postižení. V roce 1126 porodila princeznu Muneko a o necelý rok později, v roce 1127, prince Masahita. V roce 1129 měla své poslední dítě, prince Motohito.
Tamako porodila Tobovi celkem sedm dětí a také ho doprovázela na cestě do svatyní Kumano, ale to vše se odehrálo během života Širakawy. Když v roce 1129 zemřel, její život se obrátil k horšímu. Císař Toba zdědil Širakawovu vládu, velel dvořanům a izoloval mladého císaře Sutoku. Znovu dosadil kampaku, kterého Širakawa propustil, Fudžiwaru no Tadazane, a provdal jeho dceru Fudžiwaru no Jasuko za mladého císaře, čímž se z ní stala kógó. Kromě toho začal projevovat svou náklonnost jiné manželce, Fudžiwaru no Nariko. V roce 1139 jmenoval svého tříměsíčního syna, kterého porodila Nariko, prince Narihita, korunním princem a v roce 1141 začal naléhat na Sutoku, aby rezignoval a nechal Narihita převzít trůn jako císař Konoe.
V průběhu těchto události, během kterých byla Nariko jmenována Tobovým kógó, došlo k sérii incidentů, kdy se zdálo, že se někdo snaží Nariko proklít, a rozšířila se fáma, že za nitky tahá Tamako. Kodžidan dále uvádí, že se rozšířila další fáma, že Sutoku byl ve skutečnosti synem Širakawy, ačkoli tato fáma není nikde jinde zaznamenána. V roce 1142, když ztratila veškerou svou moc, si ostříhala vlasy a stala se jeptiškou v Hókongó-in (法金剛院), který si sama postavila. O tři roky později, 10. září 1145, zemřela na panství svého nejstaršího bratra Sandžó Sanejuki (三条実行). Podle deníkového záznamu Fudžiwara no Jorinaga za ní ten den přispěchal Toba a staral se o ni. U její smrtelné postele prý hlasitě kvílel a zvonil na kovový zvonek používaný při recitaci súter.
V roce 1155, deset let po její smrti, zemřel ve věku 17 let císař Konoe a Tamakův syn, princ Masahito, byl nečekaně intronizován jako císař Go-Širakawa. Dvůr se rozdělil mezi zastánce Go-Širakawy a zastánce Sutoka, což vyvrcholilo vzpourou Hógen.

## Potomstvo
- 1119–1164 císařský princ Akihito (顕仁親王), později císař Sutoku
- 1122–1133 císařská princezna Kiši/Jošiko (禧子内親王), saijin
- 1124–1129 císařský princ Mičihito (通仁親王)
- 1125–1143 císařský princ Kimihito (君仁親王)
- 1126–1189 císařská princezna Muneko (統子内親王), později Džósajmon-in (上西門院)
- 1127–1192 císařský princ Masahito (雅仁親王), později císař Go-Širakawa
- 1129–1169 císařský princ Motohito (本仁親王), později se stal knězem pod jménem Kakušó (覚性法親王)